# Esame audiometrico
L'esame audiometrico (audiometria tonale in cuffie) è una procedura medica atta a rilevare quantitativamente la capacità uditiva del paziente.
Viene completato dal referto tecnico, la cui stesura è compito dell'audiometrista o in casi specifici dall'audioprotesista, e da quello di diagnosi, da parte del medico. Fa parte di una batteria di test audiologici chiamati "test audiometrici soggettivi" (che richiedono la collaborazione del paziente), insieme con l'esame audiometrico vocale (con cui si rileva invece qualitativamente la capacità uditiva).

## Procedura
La procedura consiste nel determinare la soglia uditiva per stimoli semplici (toni e suoni puri, con un'unica frequenza di vibrazione), tramite un esame effettuato in ambiente silenzioso alla presenza del tecnico audiometrista (o in alcuni casi dal tecnico audioprotesista, soprattutto se l'esame viene effettuato in centri acustici come primi esami, controlli uditivi o per il fitting protesico): questi procede nel compilare una scheda di valutazione, segnalando eventuali danni e deficit dell'apparato uditivo (ipoacusia e sordità) con la relativa gravità. Occorre ricordare che prima di incominciare l'esame audiometrico, bisogna effettuare un'accurata otoscopia, sia per una corretta e completa diagnosi finale da parte del medico sia per l'esecuzione tecnica dell'esame stesso (per esempio la curva audiometrica potrebbe risultare falsata dalla presenza di un tappo di cerume, quindi l'esame si rimanda finché il condotto uditivo esterno sia libero dal tappo).

## Tipologie
L'esame audiometrico, di tipo tonale liminare e/o vocale, è eseguibile in cuffia o campo libero e viene generalmente effettuato in due modi:
- Per via aerea: con l'impiego di cuffie da parte del paziente, il tono viene inviato al nervo acustico e alla coclea attraversando l'orecchio esterno e medio.[4][5]
- Per via ossea: il tono viene trasmesso alla coclea con la vibrazione delle ossa craniche.[5]